# Le supplici (Eschilo)
Le supplici (in greco antico: Ἱκέτιδες?, Hikétides) è una tragedia di Eschilo che faceva parte di una trilogia tragica comprendente anche Gli egizi e Le Danaidi, in aggiunta al dramma satiresco Amimone (tali opere sono però andate perdute). La tragedia fu probabilmente rappresentata nel 463 a.C. Esiste una omonima tragedia di Euripide, che però racconta un diverso episodio della mitologia greca.

## Trama
Antefatto: Danao ed Egitto erano due fratelli gemelli che condividevano la sovranità sul regno d'Egitto. Il primo aveva avuto cinquanta figlie, il secondo altrettanti figli. Egitto aveva tentato di imporre il matrimonio tra i propri figli e le figlie di Danao (chiamate collettivamente Danaidi), ma un oracolo aveva predetto a Danao che un suo nipote l'avrebbe ucciso; per questo il re aveva vietato alle figlie di sposarsi e, alla richiesta di matrimonio dei cugini, queste si erano rifiutate ed erano fuggite ad Argo, in Grecia.
La tragedia prende avvio quando le Danaidi, appena sbarcate in terra greca, vengono esortate da Danao a raggiungere il recinto sacro, dove i supplici hanno per antica consuetudine un diritto di asilo inviolabile. Esse raccontano la loro storia a Pelasgo, re di Argo, ma quest'ultimo è restio ad aiutarle, per il timore di una guerra contro l'Egitto. Le donne si affidano nelle loro invocazioni a Zeus protettore dei supplici (Ζεύς Ἱκέσιος), la cui ira è temuta da Pelasgo; d'altra parte esse, non volendosi sposare, sembrano violare una legge di natura. Infine il re promette di portare la questione di fronte all'assemblea cittadina; dal canto loro, le Danaidi affermano che, se non verranno accolte, si impiccheranno nel recinto sacro.
Pelasgo dunque si reca con Danao all'assemblea, e poco dopo torna con buone notizie: si è deciso di accogliere la supplica delle ragazze. Queste allora intonano un canto di gratitudine, ma ben presto arriva un'amara sorpresa: gli egizi sono appena sbarcati presso Argo, e vogliono rapire le Danaidi. Arriva l'araldo egizio con i suoi armigeri per portarle via, ma l'intervento di Pelasgo glielo impedisce. L'araldo se ne va urlando minacce: la guerra tra Argo e l'Egitto è ormai inevitabile.
Le Danaidi vengono allora accompagnate da Danao e da alcune ancelle dentro le mura della città.

## Commento

### Il coro delle Danaidi
Come in tutte le tragedie più antiche, anche qui è il coro delle Danaidi ad essere maggiormente in evidenza, mentre gli altri personaggi non sono che comprimari, cui manca l'energia e la decisione che invece caratterizza le ragazze.
Per l'interpretazione dell'opera è necessario porsi un problema principale: perché le Danaidi rifiutano con tanta ostinazione il matrimonio? Tale comportamento doveva apparire inusuale e sorprendente nella Atene del V secolo a.C., dove le donne in genere non potevano opporre rifiuti di questo genere. Anche la spiegazione secondo cui tali nozze sarebbero state incestuose appare debole, in quanto i matrimoni tra cugini erano ammessi dalla legge ateniese. Le Danaidi invece rifiutano la supremazia maschile e i doveri della procreazione, e nel matrimonio vedono solo il pericolo di diventare come schiave.
Una possibile spiegazione di questo inusuale comportamento femminile è offerta dalla continuazione della storia, che veniva narrata nelle tragedie perdute. Gli egizi, grazie alla guerra, riuscivano a ottenere il matrimonio con le ragazze, ma queste ultime, durante la prima notte di nozze, uccidevano i loro mariti. Quelle che all'inizio del dramma erano creature spaventate e perseguitate, si trasformavano in spietate carnefici. Le Danaidi insomma nelle tragedie successive venivano probabilmente sempre più descritte come figure negative, che rifiutavano a priori di sottostare alle consuetudini tipiche del loro tempo: il matrimonio, l'amore e i figli.

### L'amore
La tragedia è insomma caratterizzata da evidenti contrapposizioni di vasta portata culturale: un dispotico popolo orientale contro una democratica città greca; libertà femminile contro assoggettamento della donna all'uomo; rifiuto della sessualità contro necessità universale di sottostare alle leggi dell'amore e della procreazione. Tuttavia, era soprattutto quest'ultimo, probabilmente, l'argomento principale della trilogia tragica: l'amore è una legge universale, e, come tale, deve sempre essere rispettato. Questa interpretazione è anche confermata da un frammento che ci è rimasto della terza tragedia, Le Danaidi, in cui la dea Afrodite si lancia in una sorta di elogio dell'eros:
(Fr. 44 Radt)

## La datazione
Data la grande preponderanza della parte attribuita al coro, e la difficoltà nell'uso del secondo attore, questa tragedia era in passato considerata la più antica nel corpus delle tragedie di Eschilo, e datata intorno al 490 a.C. In seguito a un ritrovamento papiraceo, però, si scoprì che l'opera era stata presentata ad una edizione delle Dionisie cui partecipava anche Sofocle e non poteva quindi essere anteriore al 468 a.C. Oggi la data considerata più probabile è il 463 a.C. Di conseguenza non è questa l'opera teatrale più antica che ci sia pervenuta integra: il primato spetta ai Persiani, che furono rappresentati nel 472 a.C.